# Lowestoft Town FC
Lowestoft Town FC (celým názvem: Lowestoft Town Football Club) je anglický fotbalový klub, který sídlí ve městě Lowestoft v nemetropolitním hrabství Suffolk. Založen byl v roce 1887 pod názvem Lowestoft FC. Od sezóny 2018/19 hraje v Southern Football League Premier Division Central (7. nejvyšší soutěž). Klubové barvy jsou modrá a bílá.
Své domácí zápasy odehrává na stadionu Crown Meadow s kapacitou 3 000 diváků.

## Historické názvy
Zdroj: 
- 1887 – Lowestoft FC (Lowestoft Football Club)
- 1890 – Lowestoft Town FC (Lowestoft Town Football Club)

## Získané trofeje
- Suffolk Senior Cup ( 10× )
  - 1902/03, 1922/23, 1923/24, 1925/26, 1931/32, 1935/36, 1946/47, 1947/48, 1948/49, 1955/56
- Suffolk Premier Cup ( 13× )
  - 1966/67, 1971/72, 1974/75, 1978/79, 1979/80, 1999/2000, 2000/01, 2004/05, 2005/06, 2008/09, 2011/12, 2014/15, 2015/16

## Úspěchy v domácích pohárech
Zdroj: 
- FA Cup
  - 1. kolo: 1926/27, 1938/39, 1966/67, 1967/68, 1977/78, 2009/10
- FA Amateur Cup
  - Finále: 1899/00
- FA Trophy
  - 2. kolo: 1971/72
- FA Vase
  - Finále: 2007/08

## Umístění v jednotlivých sezonách
Stručný přehled
Zdroj: 
- 1935–1988: Eastern Counties League
- 1988–2009: Eastern Counties League (Premier Division)
- 2009–2010: Isthmian League (Division One North)
- 2010–2014: Isthmian League (Premier Division)
- 2014–2015: Conference North
- 2015–2016: National League North
- 2016–2018: Isthmian League (Premier Division)
- 2018– : Southern Football League (Premier Division Central)

Jednotlivé ročníky
Zdroj: 
Legenda: Z - zápasy, V - výhry, R - remízy, P - porážky, VG - vstřelené góly, OG - obdržené góly, +/- - rozdíl skóre, B - body, červené podbarvení - sestup, zelené podbarvení - postup, fialové podbarvení - reorganizace, změna skupiny či soutěže
| Sezóny  | Liga                                                | Úroveň | Z  | V  | R  | P  | VG  | OG | +/- | B   | Pozice |
| ------- | --------------------------------------------------- | ------ | -- | -- | -- | -- | --- | -- | --- | --- | ------ |
| 2009/10 | Isthmian League (Division One North)                | 8      | 42 | 32 | 5  | 5  | 115 | 37 | +78 | 101 | 1.     |
| 2010/11 | Isthmian League (Premier Division)                  | 7      | 42 | 20 | 15 | 7  | 68  | 30 | +38 | 75  | 4.     |
| 2011/12 | Isthmian League (Premier Division)                  | 7      | 42 | 25 | 7  | 10 | 80  | 53 | +27 | 82  | 3.     |
| 2012/13 | Isthmian League (Premier Division)                  | 7      | 42 | 23 | 11 | 8  | 71  | 38 | +33 | 80  | 2.     |
| 2013/14 | Isthmian League (Premier Division)                  | 7      | 46 | 24 | 12 | 10 | 76  | 40 | +36 | 84  | 4.     |
| 2014/15 | Conference North                                    | 6      | 42 | 12 | 15 | 15 | 54  | 66 | -12 | 51  | 16.    |
| 2015/16 | National League North                               | 6      | 42 | 12 | 10 | 20 | 48  | 69 | -21 | 46  | 20.    |
| 2016/17 | Isthmian League (Premier Division)                  | 7      | 46 | 18 | 10 | 18 | 63  | 73 | -10 | 64  | 11.    |
| 2017/18 | Isthmian League (Premier Division)                  | 7      | 46 | 12 | 7  | 27 | 52  | 92 | -40 | 43  | 22.    |
| 2018/19 | Southern Football League (Premier Division Central) | 7      | 42 |    |    |    |     |    |     |     |        |